# BH–33
Az Avia BH–33 a két világháború között Csehszlovákiában gyártott kétfedeles vadászrepülőgép. Többek közt Csehszlovákiában, Jugoszláviában és Lengyelországban állt hadrendben. Lengyelországban a Podlasiei Repülőgépgyár (PWS) licenc alapján PWS–A jelzéssel gyártotta.

## Története
Az Avia BH–21 leváltására szánt repülőgép terveit 1927-ben készítette el az Avia repülőgépgyárban Pavel Beneš és Miroslav Hajna. Az 1927 végére megépítették az Avia BH–33 típusjelzést kapott (BH – Beneš, Hajna) repülőgép prototípusát.  A berepülés során gép megfelelően gyors volt és jó repülőtulajdonságokat mutatott, így sorozatgyártását már 1928-ban elkezdték.
A gép iránt a Lengyel Légierő is érdeklődött, ezért Lengyelország 1928-ban két példányt vásárolt, majd a licencgyártás mellett döntöttek. Lengyelországban a Biała Podlasiában működő Podlasiei Repülőgépgyár végezte a sorozatgyártást 1929–1930 között. A PWS–A jelzéssel gyártott gépből a PWS 50 darabot épített.
A típusból összesen 235 darab készült, ebből Lengyelországban 50, Jugoszláviában 42 darabot gyártottak, a maradék Csehszlovákiában készült.
A gép az 1930-as években a csehszlovák légierő alaptípusának számított. Csehszlovákia német megszállása után a gépek egy része az önállóvá vált Szlovákia légierejéhez került, a német megszállás alatti részen maradt gépek német kézbe kerültek, ezek egy részét gyakorló repülőgépként használták.
Lengyelországban 1929–1930-ban gyártották, majd 1930-ban rendszeresítették a vadász századoknál, de már 1935-ben kivonták a szolgálatból. A vadász századoktól már korábban, 1933-ban kivonták, ezt követően kiképző és gyakorló gépként használták. A kiképző egységeknél azonban még 1939-ig műrepülésre használták. Ilyen gépekkel repült a lengyel légierő első bemutató csoportja, a háromtagú Trójka Bajana is.

## Típusváltozatok
BH–33 / PWS–A
BH–33L
Škoda L motorral szerelt változat, melyet a Csehszlovák légierő használt. 82 db-ot építettek belőle.
BH–33E / BH–33SHS
BH–33H / BH–133
BMW motorral szerelt kísérleti változat. 1 db-ot építettek belőle.

## Megrendelő és alkalmazó országok
Csehszlovák Légierő
- 82 db BH–33L Škoda L motorral szerelt típus.

 Belga Légierő
- 3 db BH–33-at (1001.,1003. és 1006. gy.sz.) vásároltak kipróbálási céllal, majd egy repülőiskolához kerültek a gépek Wewelgembe.
- 1 db BH–33E (1014. gy.sz.) bemutató gépet vásároltak, majd a hadrendből kivonás után eladták Spanyolországnak.

 Görög Királyi Légierő
- 5 db jugoszláv gyártású BH–33SHS-t bocsátott a görögök rendelkezésére a Jugoszláv királyság 1935 márciusában.

 Japán Birodalmi Haditengerészet
- 1 db BH–33 (1020. gy.sz.) melyet a Kínai Légierő számára bemutató céllal tároltak Mukden repterén. A reptér elfoglalásakor 1939. Szeptember 19.-én Japán hadizsákmánynak tekintette a gépet. Több alkalommal is bevetették.

 Jugoszláv Királyi Légierő
 Lengyel Légierő
 Spanyol Légierő
- 1 db BH–33E, amit Belgiumtól vásároltak.

 Szovjet Légierő
- 2 db BH–33-at vásároltak. (1004. és 1005 gy.sz.)

## Műszaki jellemzői
Az Avia BH–33 kétfedelű, egyszemélyes, vegyes építésű vadászrepülőgép. A törzs fából készült. Elől helyezték el a csillagmotort, mögötte az üzemanyagtartályt, e mögött kapott helyet a nyitott pilótafülke. A pilótát elölről szélvédő védte.